# Clanis gigantea
Clanis gigantea är en fjärilsart som beskrevs av Rothschild 1894. Clanis gigantea ingår i släktet Clanis och familjen svärmare. Inga underarter finns listade i Catalogue of Life.